# Nicolás Monckeberg
Nicolás Monckeberg Díaz (Santiago, 31 de julio de 1973) es un abogado, académico y político chileno. Militante del partido Renovación Nacional (RN) quien fue diputado entre 2002 y 2018. presidente de la Cámara de Diputados entre 2012 y 2013 y ministro del Trabajo y Previsión Social en el segundo gobierno de Sebastián Piñera desde el 11 de marzo de 2018 hasta el 28 de octubre de 2019. En enero de 2020 es nombrado Embajador de Chile en Argentina.

## Familia
Hijo de Manuel José Mönckeberg Balmaceda y Margarita Díaz Herrera y está casado con la periodista y cantante Isabel Margarita Cruz, con quien tiene tres hijas y un hijo.

## Estudios y academia
Realizó sus estudios secundarios en el Colegio Tabancura en Santiago. Luego ingresó en la Facultad de Derecho de la Universidad de los Andes, para posteriormente trasladarse vía admisión especial a la Pontificia Universidad Católica de Chile, donde se tituló de abogado el año 1999. Es Master of Liberal Arts mención en Gobierno de la Escuela de Extensión de la Universidad Harvard (Harvard Extension School).y Doctor en Derecho de la Universidad de Salamanca con la tesis titulada Primer control de constitucionalidad en Chile: estudio jurídico y práctico de la institución dirigida por el profesor Pedro Nevado-Batalla Moreno el año 2020.
Asimismo, escribió la novela La niña del carretón, publicada en 2013.
Actualmente, es académico de la Universidad del Desarrollo y la Universidad Andrés Bello.

## Carrera política

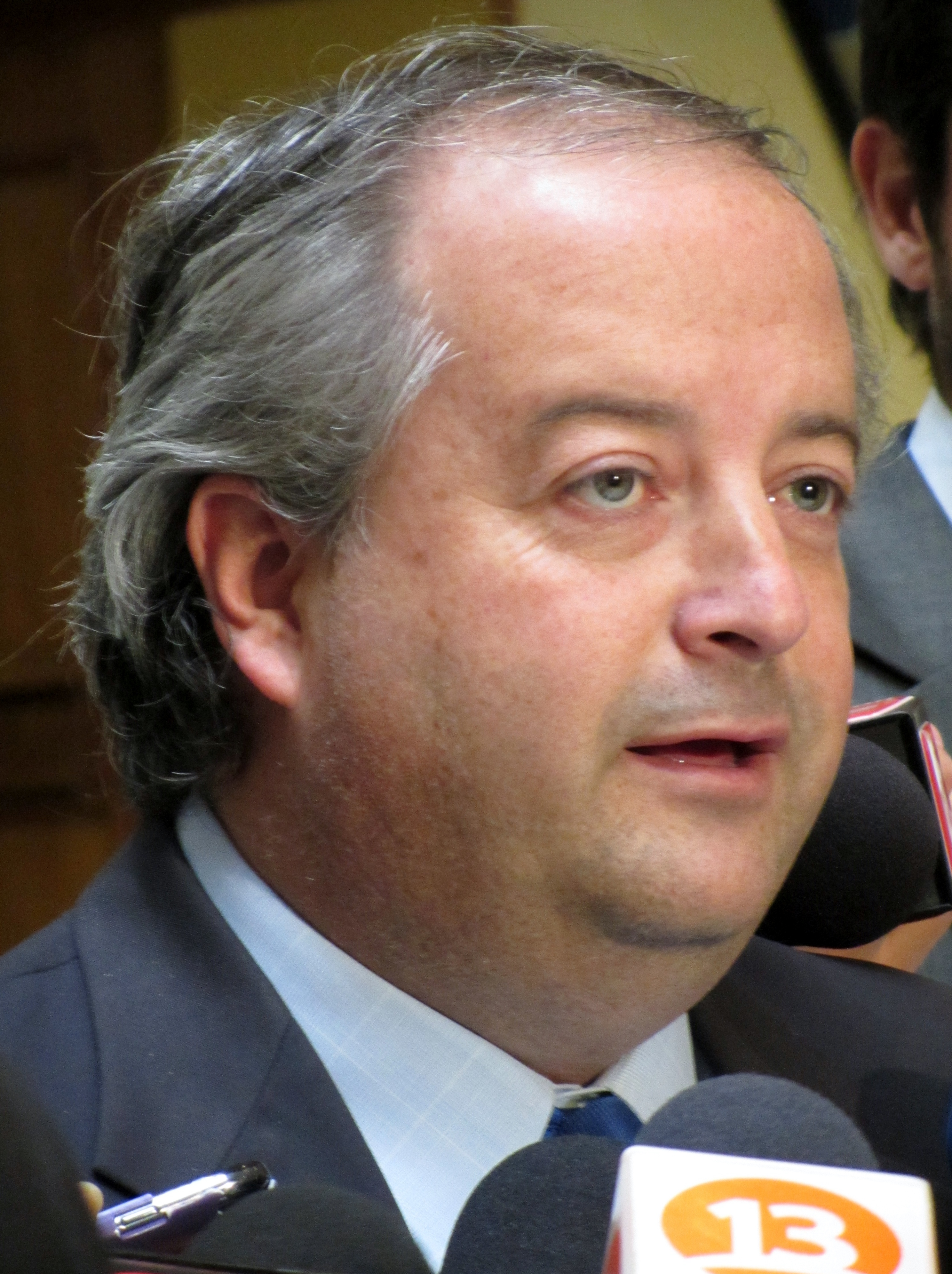
Monckeberg haciendo declaraciones a la prensa en mayo de 2015.

Fue un activo miembro de la Juventud Renovación Nacional, de la que llegó a ser presidente. En 1997, a los 23 años, fue elegido con la segunda mayoría con poco menos de 10% de la votación (la primera mayoría la obtuvo Jaime Ravinet) concejal de la Municipalidad de Santiago y se desempeñó en varias oportunidades como alcalde subrogante.
En 2002 ganó un escaño de diputado por el distrito 42 (comunas de San Carlos, Ñiquén, San Fabián, Bulnes, Quillón, Ránquil, Portezuelo, Coelemu, Treguaco, Cobquecura, Quirihue, Ninhue, San Nicolás, Cabrero y Yumbel en la Región del Bío-Bío) y reelegido en el mismo distrito el siguiente periodo (2006 – 2010).
Fue escogido como uno de los 100 jóvenes líderes más destacados del mundo por el Foro Económico Mundial en 2003. Para el 2007, con un poco más de 80 proyectos de ley presentados y tras varios casos públicos de fiscalización, fue elegido por sus pares de la Cámara como uno de los mejores diputados y el mejor fiscalizador.[cita requerida]
En 2009 consiguió romper con una votación de 27% el doblaje de la Concertación en el distrito n.º18 de la Región Metropolitana de Santiago, convirtiéndose en diputado por Cerro Navia, Lo Prado y Quinta Normal (2010-2014), lo que significó el primer triunfo de la derecha en 20 años en dicho sector de la capital chilena.
Se convirtió en presidente de la Cámara de Diputados en marzo de 2012, cargo que ejerció hasta el 3 de abril del año siguiente. Resultó reelegido por el mismo distrito para el periodo 2014-2018, pero decidió no competir por un quinto mandato en las elecciones parlamentarias de 2017.

### Ministro del Trabajo y Previsión Social
El 11 de marzo de 2018 asumió como ministro del Trabajo y Previsión Social en el segundo gobierno de Sebastián Piñera. Su nombramiento fue recibido con "preocupación y escepticismo" por muchos representantes del mundo sindical, especialmente por Carlos Insunza, presidente de la Agrupación Nacional de Empleados Fiscales (ANEF). Cesó su cargo el 28 de octubre de 2019, en el marco del  tercer cambio de gabinete de Sebastián Piñera.

## Historial electoral

### Elecciones municipales de 1996
- Elecciones municipales de 1996, para la alcaldía de Santiago[12]

### Elecciones Parlamentarias de 2001
- Elecciones parlamentarias de 2001 para diputados por el distrito 42 (San Carlos, Ñiquén, San Fabián, Bulnes, Quillón, Ránquil, Portezuelo, Coelemu, Treguaco, Cobquecura, Quirihue, Ninhue, San Nicolás, Cabrero y Yumbel)[7]

### Elecciones Parlamentarias de 2005
- Elecciones parlamentarias de 2005 para diputados por el distrito 42 (San Carlos, Ñiquén, San Fabián, Bulnes, Quillón, Ránquil, Portezuelo, Coelemu, Treguaco, Cobquecura, Quirihue, Ninhue, San Nicolás, Cabrero y Yumbel)[8]

### Elecciones Parlamentarias de 2009
- Elecciones parlamentarias de 2009 para diputados por el distrito 18 (Cerro Navia, Lo Prado y Quinta Normal)[9]

### Elecciones parlamentarias de 2013
- Elecciones parlamentarias de 2013 a diputado por el distrito 18 (Cerro Navia, Lo Prado y Quinta Normal)[10]